# Ivor Gurney
Ivor Bertie Gurney (Gloucester, 28 agosto 1890 – Dartford, 26 dicembre 1937) è stato un compositore e poeta britannico.

## Biografia
Ivor Gurney nacque a Gloucester nel 1890, secondogenito del sarto David Gurney. Dimostrò il suo talento musicale già da bambino e dal 1900 cominciò a cantare nel coro della cattedrale di Gloucester. Nel 1911 vinse una borsa di studio per il Royal College of Music, dove studiò sotto la supervisione di Charles Villiers Stanford. La salute mentale di Gurney fu precaria per quasi tutta la sua vita e nel 1913 ebbe il suo primo crollo nervoso. I suoi studi furono interrotti dallo scoppio della prima guerra mondiale. Cominciò a scrivere poesie mentre si trovava al fronte e i suoi componimenti del periodo furono poi pubblicati nel volume Severn and Somme (1917). Durante il conflitto Gurney fu ferito ripetutamente ed esposto al gas, che secondo alcuni avrebbe avuto conseguenze sul suo stato mentale. Soffrì infatti di un disturbo bipolare per tutta la vita.
Nel marzo 1918 un nuovo crollo nervoso lo portò al ricovero in un ospedale psichiatrico presso il Barnwood House Hospital e al congedo dall'esercito. Quando la sua salute glielo permise, Gurney tornò a studiare musica con Ralph Vaughan Williams, anche se il declino delle sue facoltà mentali lo costrinsero ad abbandonare ancora una volta il Royal College of Music. Nel 1922 la sua situazione era peggiorata al punto che la famiglia lo fece dichiarare incapace di intendere e di volere. Gurney passò i suoi ultimi quindici anni da un ospedale psichiatrico all'altro. Durante il suo internamento Gurney lavorò molto alla sua musica, due opere di Shakespeare e cinque poesie rinascimentali di John Fletcher, Thomas Nashe e dello stesso Shakespeare. Negli anni 30 Gurney smise quasi interamente di scrivere e nel 1937 morì di tubercolosi all'età di quarantasette anni. Insieme agli altri "war poets" britannici, Gurney viene commemorato da una lapide nel poets' corner dell'Abbazia di Westminster.

## Opere
Nel corso della sua vita Gurney scrisse centinaia di poesie e trecento canzoni, anche se scrisse i testi solo di poche di esse. La sua opera più nota sono le Five Elizabethan Songs, scritte tra il 1913 e il 1914 mentre studiava al Royal College of Music. Musicò poesie di A. E. Housman, diciannove poesie di Edward Thomas e sette di W. H. Davies.